# Le Viol d'une jeune fille douce
Pour les articles homonymes, voir Viol (homonymie).
Pour plus de détails, voir Fiche technique et Distribution.
Le Viol d'une jeune fille douce est un film québécois réalisé par Gilles Carle, sorti en 1968. Il met en vedette Julie Lachapelle, Katerine Mousseau et Donald et Daniel Pilon. Produit par Onyx Films, il est réalisé clandestinement les week-ends à l'insu des propriétaires de la société de production, André et Pierre Lamy.

## Synopsis
Julie (Julie Lachapelle) est une jeune adulte, artiste-dessinatrice, vivant à Montréal. Avec son ami Tancrède (Jacques Chenail), Julie s'ennuie et trouve qu'il ne lui arrive jamais rien. En visite chez le docteur (Claude Jutra), elle apprend qu'elle est maintenant enceinte. Elle organise une rencontre avec une avorteuse, mais se désiste à la dernière seconde.
Durant sa grossesse, on suit Julie dans son quotidien variant les amants et les amis. Il y a Katerine (Katherine Mousseau), son amie et colocataire, qui la quitte pour son nouvel amant et qui finira par revenir lorsque sa relation se termine. Jacques (Jacques Cohen), son amoureux marocain, qui lui aussi finit par l’abandonner. Ses frères, Gabriel (Donald Pilon), Raphaël (Daniel Pilon) et Joachim (André Gagnon) viendront alors à sa rescousse. Ayant comme objectif de faire tabula rasa des idéaux artistiques de Julie, ils détruisent les objets excentriques de son appartement pour mettre fin à sa vie d’artiste. Ils veulent retrouver le père de l'enfant et lui donner une leçon. Julie, qui ne sait pas qui est le père, forcée à parler par ses frères, improvise : il est français et il conduit une Jaguar bleue. Les Lachapelle Brother, au volant de leur Camaro décapotable, parcourent les routes du Québec à la recherche de ce père supposé, sous le regard indifférent, à peine inquiet de Julie. Sur la route, ils embarquent Marie, une auto-stoppeuse peu bavarde que les frères Lachapelle violeront dans un champ en bordure de route, avant de continuer leur chemin. Arrivés chez le supposé père, Joachim, Gabriel et Raphaël le passent à tabac, sans même expliquer leurs actes.
De retour à Montréal, l'enfant de Julie, nommé Xanthippe, a maintenant deux mois. Elle considère l'option de donner son bébé en adoption, mais encore une fois se désiste après quelques rencontres de parents candidats et se résout à l’élever elle-même, avec son ami Tancrède dans un nouvel appartement qu’elle décore à son goût.

## Fiche technique
- Titre : Le Viol d'une jeune fille douce
- Titre de travail : Chouette
- Réalisation : Gilles Carle
- Production : Pierre Lamy, André Lamy
- Scénario : Gilles Carle
- Directeur de la photographie : Bernard Chentrier
- Son : Raymond Leroux
- Mixage : Michel Belaieff
- Montage : Yves Langlois
- Montage sonore : Yves Langlois
- Musique : Pierre F. Brault
- Chanson : «La chanson à maman» par Willie Lamothe
- Pays :  Québec
- Langue : français
- Durée : 85 minutes
- Date de sortie : 
  - Canada : 25 décembre 1968

## Distribution
- Julie Lachapelle : Julie
- Jacques Cohen : Jacques
- Daniel Pilon : Gabriel
- Donald Pilon : Raphaël
- André Gagnon : Joachim
- Katherine Mousseau : Katerine
- Jacques Chenail : Tancrède
- Claude Jutra : Le Docteur
- Suzan Kay : Suzan
- Guy Marcenay
- Arnie Gelbart
- Francine Monette
- Larry Kent : Larry
- Frank Le Flaguais : Joueur de cithare
- René Bail : Un motard
- Michel Le Bourhis : L'autre motard
- Hélène Parage
- George Darres
- Gaudeline Sauriol
- Jacques Charest
- Yrène Nold
- Michèle Dion
- Yves Langlois
- Jean Dansereau

## Distinctions
Le film a été présenté à la Quinzaine des réalisateurs, en sélection parallèle du festival de Cannes 1969.